# Distension gastrique
La distension gastrique est un ballonnement de l'estomac lorsque de l'air y est accumulé. Cela peut être le cas lors d'une réanimation cardiopulmonaire et que l'on souffle de l'air dans la bouche d'une personne qui ne respire pas spontanément. La raison principale en est que trop d’air est délivré pendant la respiration artificielle. 
Cela peut également se produire lorsque des interventions médicales plus avancées sont effectuées par le personnel d'urgence ou hospitalier et que des fuites d'air passent au-delà de l'ouverture des poumons et dans l'estomac. Cependant, ce problème peut être évité en insérant une sonde gastrique et en aspirant l'air et le contenu de l'estomac. 
La distension gastrique est potentiellement dangereuse dans la mesure où elle peut faire remonter le contenu de l'estomac (acide et aliments) dans l'œsophage et qu'il redescende ensuite dans les poumons. Cela peut provoquer une noyade en remplissant les poumons de liquide s'il y a suffisamment de matériel dans l'estomac. Avec une quantité moindre de substance, la distension gastrique peut causer une remontée de suc gastrique pouvant endommager les poumons et créer un état appelé « pneumonie d'aspiration ». L'autre problème qui en résulte est que l'estomac dilaté poussera contre les poumons, ce qui réduira la quantité d'air pouvant être insérée dans les poumons. 
Les normes de réanimation cardiopulmonaire suggèrent que les personnes souffrant de distension gastrique soient retournées sur le côté et que l’estomac soit comprimé doucement pour en expulser l’air. En plaçant l'individu sur son côté dans ce que l'on appelle la position latérale de sécurité, le contenu de l'estomac passe souvent au-delà de la glotte et s'écoule par la bouche, évitant ainsi les lésions pulmonaires à la victime ou la noyade interne pouvant être provoquée par de grandes volumes de matériau de l'estomac pénétrant dans les poumons. 

## Voir également
- Distension abdominale